# Élections législatives de 1951 dans la Loire-Inférieure
Les élections législatives françaises de 1951 se tiennent le 17 juin. Ce sont les deuxièmes élections législatives de la Quatrième République.

## Mode de scrutin
Représentation proportionnelle plurinominale suivant la méthode du plus fort reste dans 103 circonscriptions, conformément à la loi des apparentements : les listes qui se sont « apparentées » avant l'élection remportent tous les sièges de la circonscription si leurs voix ajoutées obtiennent la majorité absolue des suffrages exprimés. Il y a 629 sièges à pourvoir.
Le vote préférentiel est admis.
Dans le département de la Loire-Inférieure, huit députés sont à élire.

## Candidats

### Liste d'entente. Union des indépendants, des paysans et des républicains nationaux -RPF
| N° | Candidats | Candidats             | Parti | Principales fonctions |
| -- | --------- | --------------------- | ----- | --- |
| 01 |           | Olivier de Sesmaisons | RPF   | Député sortant, propriétaire terrien et exploitant agricole à La Chapelle-sur-Erdre et à Touvois, conseiller général       |
| 02 |           | Étienne Toublanc      | PPUS  | Ancien exploitant viticole, maire de Saint-Géréon                                                                          |
| 03 |           | Michel Raingeard      | RPF   | Éditorialiste et critique littéraire à L'Avenir de l'Ouest, Nantes                                                         |
| 04 |           | Maurice Grimaud       | CNIP  | Avoué près du Tribunal civil de Saint-Nazaire                                                                              |
| 05 |           | Bernard Le Douarec    | RPF   | Avocat |
| 06 |           | André Choblet         | CNIP  | |
| 07 |           | Michel Lucot          | RPF   | Dessinateur industriel, adjoint au maire de Nantes                                                                         |
| 08 |           | Michel de Pontbriand  | CNIP  | Sénateur, propriétaire exploitant, maire d'Erbray, conseiller général du canton de Châteaubriant, ancien résistant déporté |

Olivier de Sesmaisons, Michel Raingeard et Michel Lucot quittent le RPF en 1952.

### Liste d'Union des républicains - Parti radical - Rassemblement des gauches républicaines - Indépendants - Groupement national de défense des libertés professionnelles et des contribuables
| N° | Candidats | Candidats        | Parti                | Principales fonctions                                                                                  |
| -- | --------- | ---------------- | -------------------- | --- |
| 01 |           | André Morice     | Radical              | Député sortant, secrétaire d'État à l'enseignement technique et aux sports, Nantes                     |
| 02 |           | Roger Daguin     | Radical              | Docteur en médecine, conseiller général du canton de Derval, maire de Sion-les-Mines, ancien résistant |
| 03 |           | Joseph Fonteneau | Défense des libertés | Membre de la Chambre de commerce de Nantes, teinturier                                                 |
| 04 |           | Alexandre Braud  | Radical              | Constructeur de batteurs, conseiller général, maire de Saint-Mars-la-Jaille                            |
| 05 |           | Auguste Jarniou  | Radical              | Ingénieur des Arts et Métiers, Directeur de l'outillage du port de Saint-Nazaire                       |
| 06 |           | Cyprien Gourbil  | Radical              | Cultivateur, conseiller général du canton de Guémené-Penfao, maire de Conquereuil                      |
| 07 |           | Charles Gautier  | Radical              | Négociant en vins, maire de Paimbœuf                                                                   |
| 08 |           | Pierre Delaroche | Radical              | Filateur à Clisson                                                                                     |

### Liste du Mouvement républicain populaire
| N° | Candidats | Candidats               | Parti | Principales fonctions                                       |
| -- | --------- | ----------------------- | ----- | ----------------------------------------------------------- |
| 01 |           | Édouard Moisan          | MRP   | Député sortant, chef-adjoint de service commercial à Nantes |
| 02 |           | Jean Martineau          | MRP   | Cultivateur à Legé, député sortant                          |
| 03 |           | Louis Letilly           | MRP   | Employé à la SNCASO, conseiller municipal de Saint-Nazaire  |
| 04 |           | Anna Dubois             | MRP   | Ancienne directrice d'école libre                           |
| 05 |           | Luc Béliard             | MRP   | Docteur en médecine à Nantes                                |
| 06 |           | Pierre Potier           | MRP   | Horticulteur                                                |
| 07 |           | Alphonse Beillevaire    | MRP   | Directeur de société d'habitation à loyer modéré, Nantes    |
| 08 |           | Germaine Merlant-Amieux | MRP   | Infirmière anesthésiste diplômée d'État, Nantes             |

### Liste d'union républicaine, résistante et antifasciste présentée par le Parti communiste français
| N° | Candidats | Candidats         | Parti | Principales fonctions                                                     |
| -- | --------- | ----------------- | ----- | ------------------------------------------------------------------------- |
| 01 |           | Gilles Gravoille  | PCF   | Ancien résistant, déporté à Mauthausen, secrétaire fédéral du PCF, Nantes |
| 02 |           | Maurice Garand    | PCF   | Mécanicien SNCF, conseiller municipal de Nantes                           |
| 03 |           | Frédéric Gallet   | PCF   | Instituteur, conseiller municipal de Saint-Nazaire                        |
| 04 |           | Georges Batard    | PCF   | Employé, conseiller général, conseiller municipal de Nantes               |
| 05 |           | Gisèle Hémon      | PCF   | Ouvrière, Rezé                                                            |
| 06 |           | Louis Rabine      | PCF   | Cultivateur à La Meilleraye                                               |
| 07 |           | Maurice Piconnier | PCF   | Ajusteur, ancien commandant FFI                                           |
| 08 |           | Auguste Mousson   | PCF   | Employé SNCF, Châteaubriant                                               |

### Liste du Parti socialiste SFIO
| N° | Candidats | Candidats           | Parti | Principales fonctions                                                                   |
| -- | --------- | ------------------- | ----- | --------------------------------------------------------------------------------------- |
| 01 |           | Jean Guitton        | SFIO  | Député sortant, commis du Trésor, adjoint au maire de Saint-Nazaire, conseiller général |
| 02 |           | Jean Bandieux       | SFIO  | Employé PTT                                                                             |
| 03 |           | Fernand Brunellière | SFIO  | Ingénieur naval                                                                         |
| 04 |           | Arthur Boutin       | SFIO  | Maire de Rezé, conseiller général du canton de Bouaye, aviculteur, ancien résistant     |
| 05 |           | André Hazo          | SFIO  | Maire de Trignac, ouvrier pocheur et exploitant agricole                                |
| 06 |           | Paul Barillot       | SFIO  | Chef de district SNCF à Blain                                                           |
| 07 |           | Maurice Bodard      | SFIO  | Chirurgien-dentiste                                                                     |
| 08 |           | Henri Normand       | SFIO  | Maire de Couëron                                                                        |

### Liste du Rassemblement des groupes républicains et indépendants français
| N° | Candidats | Candidats                                 | Parti       | Principales fonctions                                                                       |
| -- | --------- | ----------------------------------------- | ----------- | ------------------------------------------------------------------------------------------- |
| 01 |           | Jacques Chombart de Lauwe (Colonel Félix) | Indépendant | Député sortant, conseiller général, maire d'Herbignac, propriétaire, ancien résistant FFI   |
| 02 |           | Constant Piveteau                         | Indépendant | Retraité SNCF, conseiller général du canton de Nantes-4, maire de Saint-Sébastien-sur-Loire |
| 03 |           | Pierre Lemée                              | Indépendant | Propriétaire exploitant, notaire, conseiller général du canton de Rougé                     |
| 04 |           | Émilie Lelièvre                           | Indépendant | Institutrice libre                                                                          |
| 05 |           | Pierre Diquélou                           | Indépendant | Comptable à Nantes                                                                          |
| 06 |           | Francis Hallien                           | Indépendant | Agriculteur, conseiller municipal de Savenay                                                |
| 07 |           | Henri Collet                              | Indépendant | Retraité                                                                                    |
| 08 |           | Jean Legentilhomme                        | Indépendant | Agriculteur à Pontchâteau                                                                   |

### Liste de l'Union démocratique et socialiste de la résistance
| N° | Candidats | Candidats        | Parti | Principales fonctions                           |
| -- | --------- | ---------------- | ----- | ----------------------------------------------- |
| 01 |           | Joseph Ferré     | UDSR  | Agriculteur, conseiller général, maire de Nozay |
| 02 |           | Augustin Davaine | UDSR  | Journaliste, Carquefou                          |
| 03 |           | Roger Dauptain   | UDSR  | Docteur en médecine, Mauves-sur-Loire           |
| 04 |           | Henri Foussard   | UDSR  | Pharmacien, Nantes                              |
| 05 |           | Christian Gazel  | UDSR  | Ingénieur électricien, ancien résistant         |
| 06 |           | Auguste Neau     | UDSR  | Docteur en médecine à Nantes                    |
| 07 |           | Charles Garret   | UDSR  | Représentant industriel, Nantes                 |
| 08 |           | Louis Genin      | UDSR  | Agent d'affaires                                |

## Élus
| Député sortant            | Parti | Parti   | Député élu ou réélu   | Parti | Parti   |
| ------------------------- | ----- | ------- | --------------------- | ----- | ------- |
| Henry Gouge               |       | PCF     | Gilles Gravoille      |       | PCF     |
| Jean Guitton              |       | SFIO    | Jean Guitton          |       | SFIO    |
| Édouard Moisan            |       | MRP     | Édouard Moisan        |       | MRP     |
| Jean Martineau            |       | MRP     | Michel Raingeard      |       | RPF     |
| André Morice              |       | Rad soc | André Morice          |       | Rad soc |
| Jacques Chombart de Lauwe |       | CNIP    | Maurice Grimaud       |       | CNIP    |
| Olivier de Sesmaisons     |       | CNIP    | Olivier de Sesmaisons |       | RPF     |
| Étienne Toublanc          |       | CNIP    | Étienne Toublanc      |       | CNIP    |

## Résultats

### Résultats à l'échelle du département
- Il n'y a pas d'apparentement de conclu dans le département.
- Les sièges sont répartis à la proportionnelle entre tous les partis.

| Parti    | Parti                | Tête de liste             | Résultats | Résultats | Sièges |  |
| Parti    | Parti                | Tête de liste             | Voix      | %         |        |  |
| -------- | -------------------- | ------------------------- | --------- | --------- | ------ |  |
|          | CNIP-RPF             | Olivier de Sesmaisons     | 120 084   | 37,10     | 4      |  |
|          | Rad soc-RGR-Déf. lib | André Morice              | 48 831    | 15,08     | 1      |  |
|          | MRP                  | Édouard Moisan            | 48 771    | 15,07     | 1      |  |
|          | PCF                  | Gilles Gravoille          | 38 397    | 11,86     | 1      |  |
|          | SFIO                 | Jean Guitton              | 32 511    | 10,04     | 1      |  |
|          | RIF                  | Jacques Chombart de Lauwe | 20 881    | 6,45      | 0      |  |
|          | UDSR                 | Joseph Ferré              | 11 334    | 3,50      | 0      |  |
|          |                      |                           |           |           |        |  |
| Inscrits | Inscrits             | Inscrits                  | 422 032   | 100,00    | 8      |  |
| Votants  | Votants              | Votants                   | 331 668   | 78,59     |        |  |
| Exprimés | Exprimés             | Exprimés                  | 323 721   | 97,60     |        |  |